# 美國小姐與心碎王子
〈美國小姐與心碎王子〉（英語："Miss Americana & the Heartbreak Prince"）是美國創作歌手泰勒·斯威夫特於2019年8月23日由聯眾唱片發行的歌曲，收錄於她的第七張專輯《情人》。這是首合成器流行歌曲，斯威夫特表達了她對當代美國政治的失望。歌曲中的憂鬱製作讓當代評論家拿來跟拉娜·德雷和布鲁斯·斯普林斯汀的作品進行比較。

## 背景及詞曲
〈美國小姐與心碎王子〉時長3分54秒，是首有著合成器流行、夢幻流行、電子流行風格的歌曲，歌曲每分鐘75拍，採用B小調創作，斯威夫特的音域範圍位在D4至B5。
斯威夫特在2018年美國中期選舉幾個月後開始歌曲創作，在歌曲中，她表達了對美國政治和不平等狀況的失望。〈美國小姐與心碎王子〉被描述為「呼應海爾希的歌曲〈新美國〉」以及「是首拉娜·德雷會感到榮幸的夢幻愛情頌歌」。並與德雷的〈電玩〉和〈國歌〉以及斯威夫特2008年的歌曲〈与我同在〉和2010年的歌曲〈直到永遠〉進行了比較。 它「將舞會的氛圍、舊美國式氛圍以及新時代的愛情故事互相結合」。
歌曲亦是紀錄片《美國小姐》的名稱來源，《美國小姐》由拉娜·威爾森擔任導演，紀錄了斯威夫特職業生涯中的幾年生活。

## 評價
《Spin》雜誌的威爾·戈特塞根（Will Gottsegen）表示〈美國小姐與心碎王子〉是一首把她早年的輕快風格，再與《舉世盛名》時期的黑暗合體打包的作品。他表示即使同一張專輯上，其他的歌曲展露出縱使泰勒絲受着《情人》自由和令人着迷的音樂影響，八卦媒體的各種騷擾仍然令她寫出了一首相對情緒低落的歌曲。《時代雜誌》的戴娜·舒華茲（Dana Schwartz）則表示〈美國小姐與心碎王子〉是泰勒絲生涯所有歌曲中，最詩歌性的一首。
英國《衛報》的亚历克西斯·佩特里蒂斯則讚譽此曲在與其他已經「覺醒」的流行樂歌手的相較下，泰勒絲成功地使用音樂表達出自己的政治訊息和理念。克莱尔·多森（Claire Dodson）在《Teen Vogue》的投稿中表示〈美國小姐與心碎王子〉成功地反映出對美國政治環境的失望，也很喜歡歌曲主題含有影劇《亢奮》中提到的當代美國問題，例如對自己體態的不滿意、恐跨症及毒癮問題，而在《綜藝雜誌》的投稿中，克里斯·威廉（Chris William）則感覺〈美國小姐與心碎王子〉是一首效果相當的示威式創作，因為他認為這首歌深刻地描述出泰勒絲對於美國現今政治狀況感到非常傷感和失望。而和其他抗爭歌曲不同的是，一般抗爭歌曲都是展現出「不成功便成仁」的憤怒感，而這首歌則令人感到已經在長年累月的積壓下到達了「高潮點」。

## 參與名單
資料取自Tidal與。
- 製作人 – 泰勒·斯威夫特、喬爾·立特
- 作詞作曲 – 泰勒·斯威夫特、喬爾·立特
- 聯合表演者 – 泰勒·斯威夫特、喬爾·立特
- 鼓聲工程 – 喬爾·立特
- 鍵盤 – 喬爾·立特
- 混音工程 – 喬爾·立特
- 混音 – 塞爾邦·加納（英语：Serban Ghenea）
- 錄音工程 – 喬爾·立特
- 工作室人員 – 喬爾·立特、約翰·漢內斯、塞爾邦·加納
- 主唱 – 泰勒·斯威夫特

## 榜單
| 榜單（2019年）                   | 最高 名次 |
| -------------------------------- | --------- |
| 澳大利亚（澳大利亚唱片业协会榜） | 32        |
| 加拿大（加拿大百強單曲榜）       | 47        |
| 蘇格蘭（官方榜單公司單曲榜）     | 92        |
| 美國（《告示牌》百强单曲榜）     | 49        |
| 美国（《滾石》百大單曲榜）       | 16        |

## 發行歷史
| 地區 | 日期          | 格式              | 唱片公司 | 參考   |
| ---- | ------------- | ----------------- | -------- | ------ |
| 全球 | 2019年8月23日 | 數位下載 串流媒體 | 聯眾     | [ 15 ] |